# Spilogona frontulenta
Spilogona frontulenta este o specie de muște din genul Spilogona, familia Muscidae, descrisă de Huckett în anul 1965.
Este endemică în Newfoundland. Conform Catalogue of Life specia Spilogona frontulenta nu are subspecii cunoscute.